# Hymenocephalus papyraceus
Hymenocephalus papyraceus es una especie de pez de la familia Macrouridae en el orden de los Gadiformes.

## Morfología
• Los machos pueden llegar alcanzar los 10 cm de longitud total.

## Hábitat
Es un pez bentopelágico y marino de aguas  templadas.

## Distribución geográfica
Se encuentra en el Japón.